# Teuvo Palkki
Teuvo Palkki (Oulu, 2 aprile 1964) è un allenatore di calcio finlandese, tecnico dell'FC Hämeenlinna.

## Carriera

### Giocatore
Come calciatore ha preso parte a più di 100 partite nella Veikkausliiga, massima divisione calcistica finlandese, e più di 150 nella Ykkönen, la seconda serie finlandese.

### Allenatore
Dal 2007 allena l'Hämeenlinna, in seconda serie finlandese.